# Segenet Kelemu
Segenet Kelemu, née en 1957, est une pathologiste végétale éthiopienne. Elle est directrice générale du Centre international de physiologie et d'écologie des insectes (ICIPE : International Center for Insect Physiology and Ecology) à Nairobi depuis 2013. Elle est lauréate du Prix L'Oréal-Unesco pour les femmes et la science en 2014. Ses recherches ont contribué à une meilleure compréhension des contraintes naturelles en Afrique, Asie, Amérique Latine et Amérique du Nord.

## Jeunesse
Segenet est née à Finote Selam en Ethiopie en 1957. Ses parents envoient leurs filles à l'école où Segenet remet en question l'enseignement des professeurs, se montrer déterminées et par-dessus tout excelle dans ses études. Segenet a également eu la chance d'avoir des professeurs qui ont reconnu son potentiel et l'ont encouragée.  
Comme beaucoup d'autres enfants dans son village, Segenet doit aider aux travaux agricoles. Dès son plus jeune âge, elle développe un grand sens des responsabilités. Par conséquent, sa mère la charge de vendre les produits de la ferme familiale au marché, de négocier les prix et garder l'argent en lieu sûr. Ainsi Dr Kelemut est confrontée à la dureté du travail dans le milieu agricole, d'autant plus difficile pour les femmes. Elle affronte également les problèmes de production dans un contexte ou son village est en lutte permanente pour obtenir les moyens de subsistence alimentaire minimums. Mais elle découvre aussi tout le potentiel du secteur agricole. De ce fait, elle a la volonté de trouver des solutions à ces contraintes agricoles. C'est ainsi qu'elle s'oriente vers des études en science et agriculture.

## Carrière
Segenet Kelemu est la première femme de sa région à entrer à l'Université d'Addis-Abeba en 1974. Elle est diplômée avec les honneurs en sciences du végétal en 1979. Elle obtient son mastère de pathologie végétale en génétique à l'Université d'État du Montana en 1985. Elle part à l'Université d'État du Kansas, où elle décroche son doctorat en biologie moléculaire et en pathologie végétale en 1989 avec une thèse intitulée Molecular cloning and characterization of an avirulence gene from Xanthomonas campestris pv. oryzae. 
Segenet Kelemu poursuit ses recherches sur les déterminants moléculaires de la pathogenèse à l'Université Cornell de 1989 à 1992. Elle dirige le département Biosciences pour l'Afrique de l'est et l'Afrique centrale à l'Institut international de recherche sur l’élevage (ILRI : International Livestock Research Institute). Elle a été Vice-Présidente des Programmes à l'Alliance for a Green Revolution in Africa (AGRA). Elle retourne en Éthiopie après avoir travaillé à Cali en Colombie.
Segenet Kelemu est Directrice Générale du Centre international de physiologie et d'écologie des insectes (ICIPE) à Nairobi quand elle est lauréate du Prix L'Oréal-Unesco pour les femmes et la science en 2014. La distinction met en exergue « ses recherches sur la façon dont les micro-organismes vivant en symbiose avec les plantes fourragères peuvent améliorer leur capacité à résister aux maladies et s’adapter aux contraintes environnementales et aux évolutions climatiques. Elle offre ainsi de nouvelles solutions de production alimentaire dans des conditions éco-responsables, favorables aux petits exploitants agricoles locaux. ».

## Prix et distinctions
- 2014 : Prix L'Oréal-Unesco pour les femmes et la science
- 2011 : Prix TWAS for Agricultural Sciences, Academy of Sciences for the Developing World
- 2010 : Yara Prize for a Green Revolution in Africa
- 2006 : Friendship Award décerné par le conseil d'état de la République de Chine